# Hunger (2008)
Hunger is een Brits-Ierse historische dramafilm uit 2008 onder regie van de Engelse artiest-filmmaker Steve McQueen (niet te verwarren met de Amerikaanse acteur Steve McQueen). Het verhaal vertelt de gebeurtenissen aan het eind van The Troubles in 1981, toen 500 Ierse republikeinen in Noord-Ierse gevangenissen in hongerstaking gingen om erkenning als politieke gevangenen af te dwingen, waarbij tien van hen de hongerdood stierven. Hunger spitst zich toe op het lot van een van hun meest toegewijde leden en eerste hongerdode, Bobby Sands.

## Verhaal
Het is 1981 wanneer Davey Gillen (Brian Milligan) opgesloten wordt in een huis van bewaring in Noord-Ierland om er een zesjarige gevangenisstraf uit te zitten. De gevangenen houden er al jaren een blanket & dirt protest om een politieke status af te dwingen, in plaats van die van gewone gedetineerden. Ze weigeren zodoende gevangeniskleren te dragen, om zich te wassen en laten massaal hun ontlasting over de gang stromen. Gillen wordt door zijn celgenoot Gerry Campbell (Liam McMahon) op de hoogte gebracht van hoe het eraan toe gaat in het huis van bewaring. Campbell is een groot deel van de dag bezig met het hem aangereikte voedsel op de muren van zijn cel te smeren.
Dan wordt op de gang een schoppende en schreeuwende Bobby Sands (Michael Fassbender) door de bewakers naar een sanitaire ruimte gedwongen. Onder zware fysieke dwang wordt zijn woeste haar en baard gesnoeid en zijn lichaam afgeschrobd met een schrobber terwijl hij in een bad wordt vastgehouden. Bewaker Ray Lohan (Stuart Graham) houdt zich dagelijks op deze manier met de gevangenen bezig en heeft inmiddels zwaar beschadigde knokkels van zijn omgang met hen. Hij houdt zich zwaar geëmotioneerd afwezig tijdens een actie waarbij de gevangenen naakt een voor een met knuppels worden neergeslagen en vervolgens hardhandig anaal en oraal worden gecontroleerd op het verborgen houden van verboden bezittingen. Wanneer Lohan nadien zijn moeder bezoekt in haar verzorgingstehuis, loopt een IRA-lid van achter op hem toe en schiet hem door het achterhoofd.
Sands laat dan Father Moran (Liam Cunningham) komen om hem zijn plannen te onthullen. Hij is voornemens om net zo lang in hongerstaking te gaan tot er resultaat volgt, aangezien vier jaar onderhandeling in zijn ogen volkomen nutteloos zijn gebleken. Hij is niet voornemens, maar zeker bereid hierbij de hongerdood te sterven omdat hij het belang van zijn doel groter acht dan dat van enkel zijn eigen leven. De overheid toont zich niet bereid gehoor te geven aan zijn eisen, terwijl Sands vermagert, zijn organen steeds slechter gaan functioneren, zijn spieren te zwak worden om zijn lichaam te dragen en de man stukje bij beetje compleet wegkwijnt.

## Rolverdeling
- Helena Bereen - Lohans moeder
- Laine Megaw - Lohans vrouw
- Helen Madden - Sands' moeder
- Des McAleer - Sands' vader
- Rory Mullen - Priester
- Ben Peel - Stephen Graves - cipier
- Lalor Roddy - William

## Achtergrond
De film is noemenswaardig vanwege een 17-minuten durende long take waarin een priester, gespeeld door Liam Cunningham, probeert Bobby Sands af te laten zien van zijn protest. Gedurende de scène blijft de camera de hele tijd op dezelfde positie. Ter voorbereiding ging Cunningham naar Michael Fassbenders appartement, en oefenden ze de scène 12 keer per dag.
Hunger ging in première op het filmfestival van Cannes.
Sands overleed na 66 dagen hongerstaking. Negen anderen volgden zijn voorbeeld en stierven eenzelfde dood. De overheid willigde vervolgens hun eisen in, alleen een formele politieke status werd hen nooit verleend.

## Prijzen en nominaties
Hunger werd genomineerd voor een BAFTA Award voor beste Britse film, waarbij regisseur McQueen werd uitgeroepen tot meest veelbelovende nieuwkomer. De film kreeg daarnaast dertig andere filmprijzen toegekend, waaronder drie British Independent Film Awards, de Gouden Camera op het Filmfestival van Cannes, een European Film Award voor ontdekking van het jaar (McQueen), de Gucci Prijs op het Filmfestival van Venetië en de Gouden Wolf voor beste film op het Internationaal filmfestival van Tallinn.